# Oligia arcta
Oligia arcta är en fjärilsart som beskrevs av Lederer 1853. Oligia arcta ingår i släktet Oligia och familjen nattflyn. Inga underarter finns listade i Catalogue of Life.